# Stuccato
Stuccato – technika gry na gitarze elektrycznej (możliwa do wykonania na gitarze basowej oraz akustycznej) z wykorzystaniem kostki gitarowej (plektronu), polegająca na przesuwaniu krawędzią kostki wzdłuż strun posiadających owijki, przy jednoczesnym wprowadzaniu ich w drganie.
Technika wydaje się być bardzo podobną do innej nazywanej "Pick Slide" (dosł. ślizganie, drapanie kostką), jednak element intensywnego drgania strun sprawia, że dźwięk znacząco się różni.
Pierwszy raz została zaprezentowana przez byłego gitarzystę zespołu Red Hot Chili Peppers Johna Frusciante podczas pamiętnego wywiadu z 1994 roku, pokazującego artystę będącego pod silnym wpływem narkotyków.
Najlepsze efekty brzmieniowe uzyskuje się grając na gitarze elektrycznej z dużym przesterowaniem, ponieważ technika ta nie jest wystarczająco głośna, by można jej używać na gitarze akustycznej lub elektrycznej bez przesterowania. Korzystniejsze brzmienia wydobywa się dzięki kostkom stosunkowo cienkim, ale wytrzymałym na ścieranie.